# Васино (Архангельська область)
Васино (рос. Васино) — присілок в Верхньотоємському районі Архангельської області Російської Федерації.
Населення становить 4 особи. Входить до складу муніципального утворення Верхньотоємський муніципальний округ.

## Історія
До 1 червня 2021 року входило до складу муніципального утворення Афанасєвське муніципальне утворення.

## Населення
| 2002 | 2010 |
| ---- | ---- |
| 3    | ↗4   |